# Cot Jrat
Cot Jrat is een bestuurslaag in het regentschap Bireuen van de provincie Atjeh, Indonesië. Cot Jrat telt 342 inwoners (volkstelling 2010).